# Homec (Vojnik)
Homec is een plaats in Slovenië en maakt deel uit van de gemeente Vojnik in de NUTS-3-regio Savinjska. De plaats telde 93 inwoners op 1 januari 2020.